# سوزان (ترانه لئونارد کوهن)
«سوزان» (به انگلیسی: Suzanne) آهنگی است که توسط شاعر و نوازنده کانادایی لئونارد کوهن در دهه ۱۹۶۰ سروده شده است. این ترانه برای اولین بار در سال ۱۹۶۶ به‌صورت شعر منتشر شد، و در همان سال توسط جودی کالینز به‌عنوان آهنگ ضبط شد و کوهن آن را به عنوان اولین آهنگ خود، از آلبوم سال ۱۹۶۷ آوازهای لئونارد کوهن اجرا کرد. بسیاری دیگر از هنرمندان نسخه‌های خود از این ترانه را ضبط کرده‌اند و این آهنگ به یکی از بازخوانده‌شده‌ترین آهنگ‌های فهرست کوهن تبدیل شده است.
در سال ۲۰۰۶، پیچفورک این ترانه را به‌عنوان آهنگ شماره ۴۱ در لیست «بهترین آهنگ‌های دهه ۱۹۶۰» خود قرار داد.

## زمینه
«سوزان» با الهام از روابط افلاطونی کوهن با سوزان وردال، که بعدها دوست دختر مجسمه‌ساز آرماند وایلانکورت شد، ساخته شد. اشعار آن مراسمی که آن دو هنگام ملاقات یکدیگر از آن لذت می‌بردند را توصیف می‌کند: سوزان، کوهن را برای بازدید از آپارتمانش که در بندر مونترال قرار دارد، جایی که او را به صرف چای نظر ثابت  دعوت می‌کرده، و آن‌ها در اطراف مونترال قدیم قدم می‌زند و از کلیسای نوتردام -دام-د-بن-سکورس، جایی که ملوانان قبل از عزیمت به دریا، برکت داده می‌شدند، گذر می‌کردند.